# هونتفانغن
هونتفانغن (بالألمانية: Hüntwangen) هي إحدى بلديات مقاطعة بولاخ في كانتون زيورخ في سويسرا. تبلغ مساحتها 4.97 كيلومتر مربع، ويقدر عدد سكانها بـ 1027 نسمة (حسب تعداد ديسمبر 2017).